# European Alliance for Freedom and Democracy
Die European Alliance for Freedom and Democracy (EAFD, französisch Alliance européenne pour la liberté et la démocratie ‚Europäische Allianz für Freiheit und Demokratie‘) war eine europäische politische Partei, die im Sommer 2020 gegründet wurde.

## Programmatik
Nach eigenen Angaben richtete die EAFD ihre Politik an folgenden Prinzipien aus: Korruptionsbekämpfung und Rechtsstaatlichkeit sowohl auf Ebene der EU als auch auf Ebene derer Mitgliedsstaaten, Gedanken- und Meinungsfreiheit sowie Gleichheit zwischen den Bürgern und zwischen den Mitgliedsstaaten der EU.

## Geschichte
Die EAFD wurde im Sommer 2020 von den fraktionslosen Europaabgeordneten Mislav Kolakušić und Dorien Rookmaker gegründet.
Der Antrag der EAFD auf Eintragung in das Register der zuständigen Behörde für europäische politische Parteien und europäische politische Stiftungen wurde am 1. Oktober 2020 abgelehnt. Begründet wurde dies damit, dass die Mitgliedsparteien der EAFD nicht in einem Viertel der Mitgliedstaaten der Europäischen Union in einem Parlament vertreten seien.
Nach dem Beitritt weiterer Parteien, insbesondere der kroatischen Živi zid und der polnischen Kukiz’15 stellte die Partei im Sommer 2021 einen erneuten Antrag auf Registrierung. Über den Antrag wurde nie formal entschieden.

## Mitglieder
| Staat        | Partei/Einzelmitglied                                                   | Abkürzung        | Europaparlament | Nationale Parlamente | Regionale Parlamente | Mitglied seit |
| ------------ | ----------------------------------------------------------------------- | ---------------- | --------------- | -------------------- | -------------------- | ------------- |
| Griechenland | Agrotikó Ktinotrofikó Kómma Elládas Αγροτικό Κτηνοτροφικό Κόμμα Ελλάδας | AKKEL ΑΚΚΕΛ      | –               | –                    | –                    | 2021          |
| Italien      | Partito Animalista Italiano                                             | PAI              | –               | –                    | 1 Sitz Kampanien     | 2021          |
| Kroatien     | Ključ Hrvatske                                                          | KH               | 1/12            | –                    | –                    | 2021          |
| Kroatien     | Mislav Kolakušić                                                        | Mislav Kolakušić | 1/12            | –                    | –                    | 2020          |
| Niederlande  | Meer Directe Democratie                                                 | MDD              | 1/29            | –                    | –                    | 2021          |
| Österreich   | Team Kärnten                                                            | TK               | –               | –                    | 5 Sitze Kärnten      | 2020          |
| Polen        | Kukiz'15                                                                | K15              | –               | 4/460                | –                    | 2021          |
| Slowakei     | Slovenský Patriot                                                       | PATRIOT          | 1/14            | –                    | –                    | 2021          |
| Zypern       | Kinima Allilengyi                                                       | KA               | –               | –                    | –                    | 2020          |

- Grau: fraktionslose Mitglieder (3)
- Blau: Mitglieder der Fraktion Europäische Konservative und Reformer (1)

### Beobachtende Mitglieder
| Staat    | Partei/Einzelmitglied       | Abkürzung | Europaparlament | Nationale Parlamente | Regionale Parlamente  |
| -------- | --------------------------- | --------- | --------------- | -------------------- | --------------------- |
| Schweden | Sjukvårdspartiet i Värmland | SiV       | –               | –                    | 6 Sitze Värmlands län |
| Schweden | Trygghetspartiet            | TP        | –               | –                    | –                     |

### Ehemalige Mitglieder
- 10 Volte Meglio
- Juntos pelo Povo

## Vorstand
- Präsident: Mislav Kolakušić[6]
- Vize-Präsidentin und Schatzmeisterin[6]: Dorien Rookmaker